# Ізосенки (Псковська область)
Ізосенки (рос. Изосенки) — присілок в Великолуцькому районі Псковської області Російської Федерації.
Населення становить 18 осіб. Входить до складу муніципального утворення Личьовська волость.

## Історія
Від 2014 року входить до складу муніципального утворення Личьовська волость.

## Населення
| 2001 | 2002 | 2010 |
| ---- | ---- | ---- |
| 26   | ↘16  | ↗18  |